# Línguas cariris
Cariri, cairiri ou quiriri (alguns afirmam que o nome origina-se do tupi kiri'ri, "silencioso" ), mas na língua Kipeá (umas das linguas quatro linguas faladas pelos Cariri) significa "aquele que se desvia das flechas". O Kariri é designação da principal família de línguas indígenas do sertão do Nordeste do Brasil.

## Línguas
Apesar de comprovadamente presente em todo o semiárido nordestino, apenas quatro das línguas cariris chegaram a ser minimamente descritas, todas elas da região ao sul do rio São Francisco:
- o dzubukuá, falado por grupos no arco do submédio São Francisco (entre o que é hoje Petrolina e Paulo Afonso)
- o kipea (ou quipea), falado por índios que se tornaram conhecidos como quiriris (ou Kiriri) principalmente na bacia do Rio Itapicuru, na Bahia
- o camuru (ou cariri), na Bahia
- o sapuiá, de duas aldeias próximas na região de Pedra Branca (bacia do rio Paraguaçu), também na Bahia